# Station Neuchâtel
Station Neuchâtel (Frans: Gare de Neuchâtel) is het belangrijkste spoorwegstation van de stad Neuchâtel (Duits: Neuenburg) in het Zwitsers kanton Neuchâtel. Naast dit stations is er in de gemeente nog het SBB-station Neuchâtel-Serrières te vinden en vier stations op de lijn naar Boudry. Het stations zelf ligt op de Jurafusslinie (Olten-Genève), een spoorlijn die wordt gebruikt voor de intercitydiensten tussen Station Genève-Cornavin en Zürich Hauptbahnhof. Daarnaast zijn hier diensten van de SBB naar Pontalier en Le Locle en ligt hier de lijn van BLS naar Station Bern.

## Treindiensten

### Nationaal
| Serie | Treinsoort       | Route | Bijzonderheden |
| ----- | ---------------- | --- | -------------- |
| IC 5  | Intercity (SBB)  | [ Genève-Aéroport – ] / [ Lausanne – ] Yverdon-les-Bains – Neuchâtel – Biel/Bienne – Solothurn – Olten – Zürich HB – Winterthur – Sankt Gallen – Rorschach |                |
| IR 66 | InterRegio (BLS) | La Chaux-de-Fonds – Neuchâtel – Bern |                |

### Regionaal

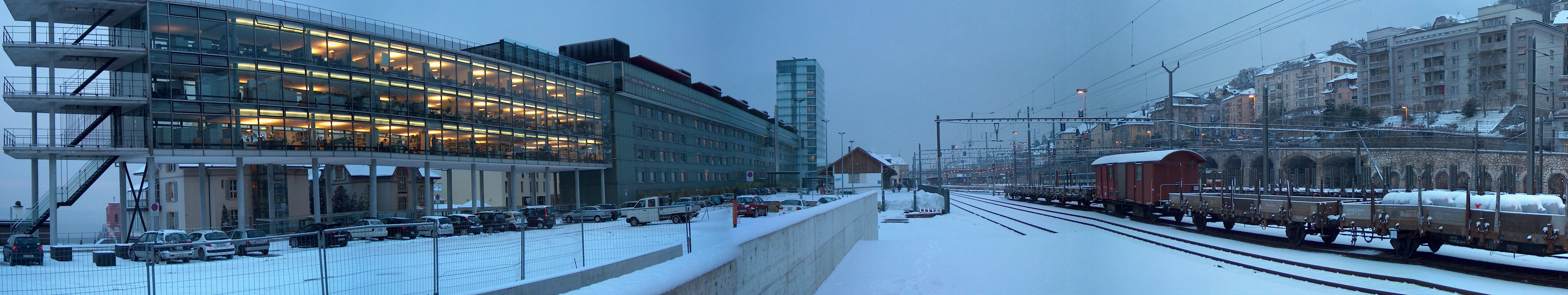
Panorama van het station Neuchâtel in de winter

| Serie | Treinsoort                  | Route                                                                                     | Bijzonderheden |
| ----- | --------------------------- | ----------------------------------------------------------------------------------------- | -------------- |
| S 5   | S-Bahn Bern (BLS)           | Bern – Bern Brünnen Westside – Kerzers [– Ins – Neuchâtel ] / [– Murten/Morat – Payerne ] |                |
| S 20  | RER Fribourg/Freiburg (TPF) | Neuchâtel – Ins – Murten/Morat – Cressier – Fribourg – Romont                             |                |